# Медаль Территориальной армии
Медаль Территориальной армии (хинди प्रादेशिक सेना पदक, англ. Territorial Army Medal) — военная государственная награда Индии, учреждённая для поощрения младшего командного и рядового состава Территориальной армии за 12 лет эффективной службы. Вручается при условии прохождения как минимум 12 учебных сборов и наличия рекомендации командования. Дополнительные планки предусмотрены за 18 и 24 года службы.

## История
Медаль учреждена 1 февраля 1952 года президентом Индии, с действием начиная с 15 августа 1951 года (The Gazette of India Part I, Section 1). Положение о награде корректировалось в 1953, 1963, 1964, 1965 и 1974 годах.

## Условия награждения

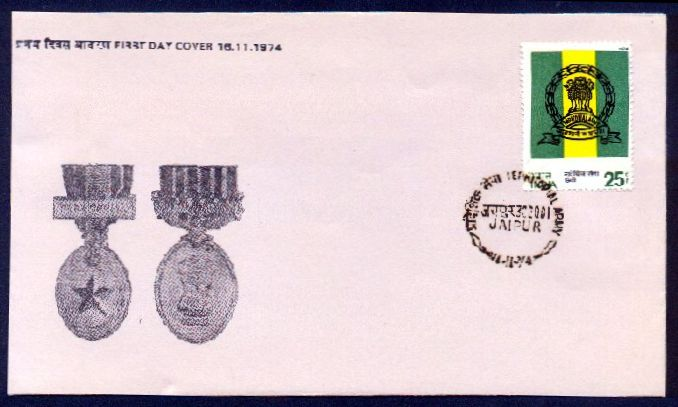
Почтовый конверт в честь Территориальной армии Индии с изображением медали Территориальной армии

Награда вручается младшим офицерам, унтер-офицерам и рядовым за 12 лет службы. Обязательным условием является участие в 12-и учебных сборах. За выслугу 18 и 24 лет на ленту крепится серебряная планка с изображением Ашока чакры.
Срок службы рассчитывается по специальной формуле. При этом время непосредственного участия в военных действиях или чрезвычайных ситуациях засчитывается двойным сроком:
- Участие в боевых действиях в составе Индийских территориальных силах или Вспомогательных сил (Индии) в период 3 сентября 1939 — 2 сентября 1945.
- Служба в Индии в составе тех же подразделений в указанный период.
- Служба в Территориальной армии в условиях объявленного правительством чрезвычайного положения.

Одинарным сроком засчитываются:
- Служба в Территориальной армии.
- Служба в Индийских территориальных силах или Вспомогательных силах (Индии) в 1939—1945 гг.
- Служба в армии, флоте или авиации в 1939—1945 гг.
- Служба в армии, флоте или авиации в период объявленного правительством чрезвычайного положения.

Получатели других медалей за выслугу лет могут быть награждены Медалью Территориальной армии, если выполнены все условия, но без двойного учёта одних и тех же сроков службы.
Эти годы не могут учитываться для других наград за выслугу (например, для медали «За долгую и безупречную службу»).
Президент Индии имеет право отменить награждение с изъятием медали, но может восстановить её.

## Описание медали
Медаль изготавливается из стерилингового серебра. Размер медали 42×32 мм.
В центре аверса изображён государственный герб Индии. В верхней части реверса находится надпись на хинди «За хорошую службу». Нижняя часть реверса пустая. На ленте находится подвесная планка с надписью англ. «TERRITORIAL».
Лента шёлковая, тёмно-синяя с оранжевой и белыми полосами. Ширина ленты 32 мм. Пять вертикальных линий делят ленту на шесть равных полос. Центральная линия — оранжевая (символизирует отречение и жертвенность). Остальные четыре — белые (символизируют чистоту). Синий цвет обозначает преданность.
По достижении выслуги 18 и 24 года на ленту крепятся соответствующие серебрянные планки с изображением Ашока чакры.
При ношении только ленты планки обозначаются серебряными розетками (1 или 2 в зависимости от количества планок).
Разрешается ношение уменьшенной копии медали (50 % от оригинала).

## Конверт Первого дня
16 ноября 1974 года Армейская почтовая служба выпустила конверт первого дня, посвящённый Территориальной армии. Хотя на марке не изображены никакие награды, на конверте изображены и медаль и орден Территориальной армии.